# Nelson Willy Mejía Mejía
Nelson Willy Mejía Mejía est ancien membre de l'escadron de la mort du Honduras Bataillon 3-16,,, et actuellement directeur général de l'Immigration,,, dans le gouvernement de facto de Roberto Micheletti.

## Rôle dans le Bataillon 3-16
Nelson Willy Mejía Mejía a été l'un parmi au moins 19 membres de l'escadron de la mort Bataillon 3-16 qui a été formé à l'École militaire des Amériques aux États-Unis. Il a aussi été enseignant à cet institut.Le ONG des droits humains, COFADEH a déclaré que pendant les années '80, Nelson Willy Mejía Mejía a été responsable de « 7 000 profils » d'Honduriens menacés qui par la suite ont disparu.

## Procès légal
En février 1998, un juge hondurien a saisi des fichiers du Bataillon 3-16 afin de les utiliser dans un procès contre Nelson Willy Mejía Mejía.

## Gouvernementde factode Micheletti
Nelson Willy Mejía Mejía a été nommé Directeur-Général de l'immigration dans le gouvernement de facto de Roberto Micheletti, à la suite du coup d'État de 2009 au Honduras,,,.